# Wolf-Dieter Bensinger
Wolf-Dieter Bensinger (geboren am 26. Februar 1907 in Donaueschingen; gestorben am 17. Juni 1974) war ein deutscher Ingenieur und Hochschullehrer. Er wurde durch seine Entwicklungen auf dem Gebiet des Wankelmotors bekannt.

## Leben
Bensinger wurde 1931 Abteilungsleiter bei der Deutschen Versuchsanstalt für Luftfahrt in Berlin. Dort entwickelte er eine Schiebersteuerung für den V12-Flugmotor des Typs Daimler-Benz DB 600. In Berlin heiratete er am 20. Oktober 1934 die aus Stargard in Pommern stammende Ilse Margarete Anna. Mit ihr hatte er einen 1936 geborenen Sohn. In den 1930er-Jahren lernte Bensinger Felix Wankel kennen, zu dem er ab 1936 vertieften Kontakt und ein enges Vertrauensverhältnis pflegte. 1941 übernahm Bensinger bei der DVL die Leitung einer Abteilung für Motorenkonstruktion. Ab 1943 oder 1944 arbeitete Bensinger als Ingenieur bei der Daimler-Benz AG in Stuttgart als Leiter der Abteilung „Konstruktion Neuentwicklung“ und untersuchte in seiner Funktion neue Möglichkeiten für die Kolbenmotorenkonstruktion. Ab 1945 war er Abteilungsleiter „PKW-Konstruktion Motoren“. Bensinger entwickelte unter anderem den Sechszylinderottomotor Mercedes-Benz M 180 für den Typ 220 der Baureihe Mercedes-Benz W 187 und war auch an der Entwicklung des Mercedes-Benz M 198 aus dem Typ 300 SL der Baureihe Mercedes-Benz W 198 beteiligt. 1959 erhielt er Prokura bei der Daimler-Benz AG und wurde 1963 Chefingenieur für die PKW-Motorenkonstruktion. In seiner Funktion leitete er ab 1960 die Entwicklung des Wankelmotors bei Daimler-Benz, anfangs ohne Lizenzvertrag nur auf Basis einer mündlichen Abmachung mit Felix Wankel. Der Lizenzvertrag wurde erst am 26. Oktober 1961 unterschrieben. Ab 1971 hielt Bensinger eine Vorlesung über Rotationskolben-Verbrennungsmotoren an der Universität Stuttgart. Zeitlebens galt Bensinger als begeistert vom Wankelmotor.

## Werke (Auswahl)
- Wolf-Dieter Bensinger: Konstruktion und Berechnung von hochbelasteten Zahnrädern. Formeln zur Berechnung der Zahnradabmessungen und zur Aufzeichnung der Verzahnungen, Automobiltechnische Zeitschrift, 54. Jahrgang, Springer, 1952, S. 256–258
- Wolf-Dieter Bensinger: Konstruktionsbücher. Springer, Berlin, Heidelberg 1955, ISBN 978-3-642-52954-2, Die Steuerung des Gaswechsels in schnellaufenden Verbrennungsmotoren, doi:10.1007/978-3-642-52953-5.
- Wolf-Dieter Bensinger, Alfred Meier: Kolben, Pleuel und Kurbelwelle bei schnellaufenden Verbrennungsmotoren, 2. Auflage, Springer, Berlin Heidelberg 1961, ISBN 9783540027096
- Wolf-Dieter Bensinger: Konstruktionsbücher. 2. Auflage. Springer, Berlin, Heidelberg 1968, ISBN 978-3-540-04213-6, Die Steuerung des Gaswechsels in schnellaufenden Verbrennungsmotoren, doi:10.1007/978-3-662-21808-2.
- Wolf-Dieter Bensinger: Der heutige Entwicklungsstand des Wankelmotors. In: MTZ – Motortechnische Zeitschrift, 31. Jahrgang, Nr. 1, Springer, 1970, ISSN 0024-8525, S. 10–16
- Wolf-Dieter Bensinger: Rotationskolben-Verbrennungsmotoren. Springer, Berlin, Heidelberg 1973, ISBN 978-3-642-52174-4, doi:10.1007/978-3-642-52173-7.